# 菊地哲栄
菊地 哲榮（きくち あきひで、1946年1月9日 - ）は、日本の音楽プロデューサー。
(株)ハンズオン・エンタテインメント代表取締役社長。
(株)ハッピーチャイルド代表取締役社長。
(株)幽玄屋代表取締役社長

## 経歴
早稲田大学理工学部電気通信学科卒業。早稲田大学応援部出身。
渡辺プロダクション時代、沢田研二、木の実ナナなどを担当し、天地真理をデビューさせたことで知られる。
1979年、渡辺プロダクションから独立、株式会社ポケットパーク（現：株式会社ハッピーチャイルド）を設立。松原みき、遠藤賢司をマネージメント。
1980年、株式会社ハンズ（現：株式会社ハンズオン・エンタテインメント）代表取締役に就任し、現在に至る。
2020年、デビューからプロデュース&マネージメントを担当した松原みきのデビュー曲「真夜中のドア～Stay With Me」がSpotifyグローバルバイラルチャートで18日間連続世界1位を獲得した。
2021年、アーティストReolのマネージメントオフィスとして株式会社幽玄屋を設立し、代表取締役に就任。

### 主な現職
- 一般社団法人日本音楽制作者連盟　理事
- 公益社団法人日本芸能実演家団体協議会　理事
- 千葉市美浜文化ホール・千葉市若葉文化ホール　芸術監督
- 早稲田大学応援部稲門会　会長
- 早稲田大学校歌研究会座長

## 担当したアーティスト・イベント
担当したアーティスト
- 沢田研二
- 木の実ナナ
- 園まり
- 天地真理
- 松原みき
- 遠藤賢司
- Reol

プロデュースした主なイベント
- 2000年11月3日4日5日、さいたまスーパーアリーナこけら落し公演『NINAGAWA 火の鳥』（主演：今井絵理子）
- 2004年10月30日、第19回国民文化祭・ふくおか2004「とびうめ国文祭」開会式＠マリンメッセ福岡（主演：氷川きよし）
- 2011年5月14日、東日本大震災支援チャリティコンサートWhat a Wonderful World in KANSAI＠大阪・万博記念公園　東の広場

プロデュースした主なテレビ番組
- 真理ちゃんとデイト（1979年～・TBS系列）
- 幕末青春グラフィティ 坂本竜馬（1982年・日本テレビ開局30年・読売テレビ開局25年記念番組）